# Liu Wencai
Liu Wencai (xinès: 刘文彩; en pinyin: Liú Wéncǎi; 1887 - 17 d'octubre de 1949) fou un senyor feudal xinès de la província de Sichuan, germà del senyor de la guerra Liu Wenhui. Durant la revolució cultural, va ser descrit com l'arquetip de l'explotador de pagesos camperols.

## Biografia
Liu Wencai és considerat una de les figures amb més color de la província de Sichuan durant el període de 1911 a 1949 de la República de la Xina. Venia d'una família de terratinents i comerciants de licor, i prosperà sota el patronatge de familiars influents en posicions de govern. Liu tenia bones relacions amb els líders polítics i militars de la zona, però també es deia que tenia bones connexions amb les societats secretes i de crim organitzat. Sota Liu, els camperols eren enganyats amb el seu arrendament de manera que vivien en un estat de deute permanent. Al final de l'arrendament, els camperols eren expulsats de les seves cases per Liu, amb alguns forçats vendre als seus nens, o a ser reclutats en l'exèrcit. Va morir en 1949, poc abans que l'exèrcit d'alliberament va entrar en Sichuan.

## Recepció
Liu Wencai va ser retratat com l'arquetip brivall explotador a les societat feudals per la propaganda del Partit Comunista de la Xina des de 1950, amb publicacions sobre els seus suposats sent distribuïts per tot el país. L'autenticitat de les històries sobre Liu és qüestionable, i és difícil de separar els fets comprovables de la pura propaganda. Com Liu Wencai és encara vist com una figura controvertida en la Xina actual, n'hi ha una petita recerca independent sobre la seua vida. El net de Liu, Liu Xiaofei, ha buscat rehabilitar la imatge del seu avi, dient d'haver contribuït positivament a l'educació i el desenvolupament en econòmic de Sichuan, com també havent construït infraestructures claus al comtat de Dayi.
La reputació de Liu romangué fins i tot després de la fi de la Revolució Cultural en 1976. En 1999, l'escriptor Xiao Shu de Sichuan escriví un llibre "La Veritat sobre Liu Wencai" (Liu Wencai zhenxiang) que contenia una avaluació més positiva de Liu, la qual es desviava significativament del retrat oficial, i com a resultat el llibre va ser retirat del mercat. En 2003, el canal de televisió de Hong Kong Phoenix TV emeté un retrat similar de Liu, però el programa va ser censurat en la Xina continental, tot i que restà disponible en internet. Xiao Shu de llavors ençà ha publicat un nou llibre, lliurement disponible llibre sobre Liu Wencai.

## Museu

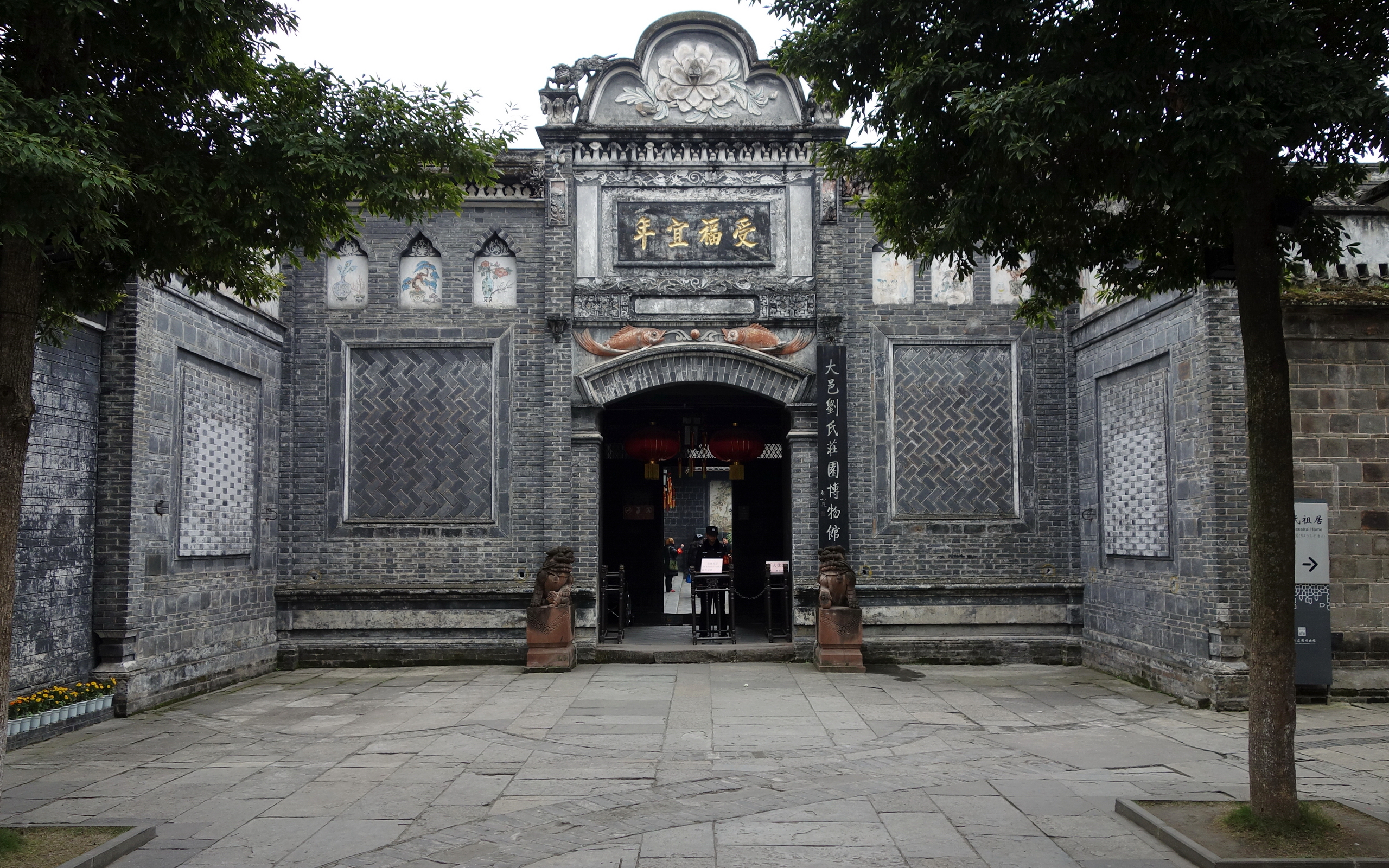
Liu's manor Museu

La residència original de la família Liu en el comtat de Dayi va ser convertida en museu en 1958, i des de 1980 ha estat llistada com un lloc històric per l'oficialitat. Cobreix una àrea de 20,000 metres quadrats, I alberga una col·lecció extensa de per damunt les 2,700 peces (objectes), amb més de 500 habitacions.
Alberga una escultura de 1965 Col·lecció del Pati d'Arrendament, una obra de realisme socialista que va descriure a Liu com un malèvol terratinent que recull l'arrendament dels camperols pobres.